# Discografia di Sunny Sweeney
La discografia di Sunny Sweeney, una cantante country statunitense, consiste in due album, un EP, cinque singoli e tre video musicali. Sunny ha firmato un contratto con i Big Machine Records e ha pubblicato il suo album di debutto nel 2007 intitolato Heartbreaker's Hall of Fame. Ritorna nel 2011 con il nuovo disco Concrete, che contiene il singolo top ten nella classifica country From a Table Away.

## Album

### Album in studio
| Anno | Titolo | Posizioni in classifica | Posizioni in classifica |
| Anno | Titolo | US country              | US                      |
| ---- | --- | ----------------------- | ----------------------- |
| 2007 | Heartbreaker's Hall of Fame - Pubblicato il 6 marzo 2007 - Etichetta: Big Machine - Formati: CD, download digitale | —                       | —                       |
| 2011 | Concrete - Pubblicato il 23 agosto 2011 - Etichetta: Republic Nashville - Formati: CD, download digitale           | 7                       | 21                      |
| 2014 | Provoked - Pubblicato il 23 agosto 2014 - Etichetta: Aunt Daddy - Formati: CD, download digitale                   | 20                      | 165                     |
| 2017 | Trophy - Pubblicato il 10 marzo 2017 - Etichetta: Aunt Daddy - Formati: CD, download digitale                      | —                       | —                       |

### EP
| Anno | Titolo | Posizioni in classifica |
| Anno | Titolo | US country              |
| ---- | --- | ----------------------- |
| 2011 | Sunny Sweeney - Pubblicato il 16 gennaio 2011 - Etichetta: Republic Nashville - Formati: Download digitale | 41                      |

## Singoli
| Anno | Titolo                       | Posizioni in classifica | Posizioni in classifica | Album                       |
| Anno | Titolo                       | US country              | US                      | Album                       |
| ---- | ---------------------------- | ----------------------- | ----------------------- | --------------------------- |
| 2007 | If I Could                   | —                       | —                       | Heartbreaker's Hall of Fame |
| 2008 | Ten Years Pass               | —                       | —                       | Heartbreaker's Hall of Fame |
| 2008 | East Texas Pines             | —                       | —                       | Heartbreaker's Hall of Fame |
| 2010 | From a Table Away            | 10                      | 71                      | Concrete                    |
| 2011 | Staying's Worse Than Leaving | 38                      | —                       | Concrete                    |
| 2011 | Drink Myself Single          | 36                      | —                       | Concrete                    |
| 2014 | Bad Girl Phase               | —                       | —                       | Provoked                    |
| 2015 | My Bed (con Will Hoge)       | —                       | —                       | Provoked                    |
| 2016 | Can't Let Go                 | —                       | —                       | Provoked                    |
| 2017 | Why People Change            | —                       | —                       | Trophy                      |
| 2017 | Better Bad Idea              | —                       | —                       | Trophy                      |
| 2017 | Bottle by My Bed             | —                       | —                       | Trophy                      |

## Video musicali
| Anno | Video                        | Regista         |
| ---- | ---------------------------- | --------------- |
| 2007 | If I Could                   | Todd Cassetty   |
| 2010 | From a Table Away            | David McClister |
| 2011 | Staying's Worse Than Leaving | Roman White     |
| 2015 | My Bed                       | Michael Ponce   |